# 汭丰镇
汭丰镇，是中华人民共和国甘肃省平凉市泾川县下辖的一个乡镇级行政单位。
2016年，甘肃省民政厅批复同意撤销汭丰乡，设立汭丰镇。

## 行政区划
汭丰镇下辖以下地区：
范家洼村、焦家会村、龙王村、东王村、郑家沟村、百烟村、同中村、三十梁村、枣林子村和来家洼村。